# Jackson Mijares
Jackson Enrique Mijares (Maracay, Estado Aragua, Venezuela, 24 de marzo de 1984) es un futbolista venezolano. Juega de carrilero y su equipo actual es el Atlético El Vigía de la Segunda División de Venezuela.

## Aragua Fútbol Club
En 2008 logró con el pase a la Copa Sudamericana 2008 con el equipo de Maracay, con el que junto al UA Maracaibo representaron a Venezuela en dicho torneo. El Aragua FC se enfrentó a la Chivas de Guadalajara en la primera fase del torneo, cayendo 1-2 como local y logrando un posterior empate 1-1 en condición de visitante.

## ACD Lara
El 9 de mayo de 2010 nuevamente su equipo selló su pase a la Copa Sudamericana 2010, luego de quedar en el 4.º lugar en el torneo de Primera División Venezolana. Mijares es también recordando por el gol marcado al Deportivo Italia cuando corría el minuto 90, que le arrebató el título a los italicos y coronó al Caracas FC del Torneo Clausura 2010.

## Trayectoria

### Profesional
| Club                | País      | Año             | Partidos | Goles |
| ------------------- | --------- | --------------- | -------- | ----- |
| Aragua FC           | Venezuela | 2006-2009       | 51       | 4     |
| ACD Lara            | Venezuela | 2009-2011       | 7        | 1     |
| Tucanes de Amazonas | Venezuela | 2011-2012       | 5        | 0     |
| Atlético El Vigía   | Venezuela | 2013-Actualidad | 19       | 0     |

- Datos: Q5924397